# Agapanthia soror
Agapanthia soror là một loài bọ cánh cứng trong họ Cerambycidae.